# Uwe Heppner
Uwe Heppner (18 de julio de 1960) es un deportista de la RDA que compitió en remo.
Participó en dos Juegos Olímpicos de Verano en los años 1980 y 1988, obteniendo una medalla de oro en Moscú 1980 en la prueba de cuatro scull. Ganó siete medallas en el Campeonato Mundial de Remo entre los años 1979 y 1987.

## Palmarés internacional
| Juegos Olímpicos   | Juegos Olímpicos         | Juegos Olímpicos  | Juegos Olímpicos |
| Año                | Lugar                    | Medalla           | Prueba           |
| ------------------ | ------------------------ | ----------------- | ---------------- |
| 1980               | Moscú (URSS)             | Medalla de oro    | Cuatro scull     |
| Campeonato Mundial |                          |                   |                  |
| Año                | Lugar                    | Medalla           | Prueba           |
| 1979               | Bled (Yugoslavia)        | Medalla de bronce | Doble scull      |
| 1981               | Múnich (RFA)             | Medalla de oro    | Cuatro scull     |
| 1982               | Lucerna (Suiza)          | Medalla de oro    | Cuatro scull     |
| 1983               | Duisburgo (RFA)          | Medalla de oro    | Doble scull      |
| 1985               | Malinas (Bélgica)        | Medalla de oro    | Doble scull      |
| 1986               | Nottingham (Reino Unido) | Medalla de bronce | Doble scull      |
| 1987               | Copenhague (Dinamarca)   | Medalla de bronce | Doble scull      |